# M.S. Buksh
Mirza Salim Buksh, né vers 1884 à Madras et mort le 27 juillet 1967 à Levuka, est une figure de la vie politique coloniale fidjienne.

## Biographie
Né en Inde britannique, il émigre aux Fidji -également une colonie britannique- en 1910 et y travaille comme clerc dans l'administration publique. En 1922, il participe, avec Vishnu Deo, à la commission qui enquête sur les conditions de vie de la communauté indienne des Fidji - principalement composée d'immigrés venus comme ouvriers agricoles, et leurs descendants. En 1924 il est l'un des fondateurs de la Ligue de réforme indienne (en), qui œuvre pour améliorer la vie des membres de cette communauté et les incite à moderniser leur mode de vie. En 1926, il est l'un des fondateurs de la Ligue musulmane des Fidji (en), dont la vocation première est de fonder des écoles musulmanes pour les Indo-Fidjiens de cette confession. Il prend sa retraite de l'administration publique en 1939, mais y retourne par sens du devoir durant la Seconde Guerre mondiale.
En 1947, le gouverneur Sir Brian Freeston le nomme représentant indo-fidjien au Conseil législatif, en reconnaissance de son statut dans cette communauté. Il y siège jusqu'en 1949.